# GK Большого Пса
GK Большого Пса (лат. GK Canis Majoris) — одиночная переменная звезда в созвездии Большого Пса на расстоянии (вычисленном из значения параллакса) приблизительно 118602 световых лет (около 36364 парсеков) от Солнца. Видимая звёздная величина звезды — от более +14,5m до +11,2m.

## Характеристики
GK Большого Пса — красная пульсирующая переменная звезда, мирида (M) спектрального класса M4e.